# Raddestorf
Raddestorf är en kommun och ort i Landkreis Nienburg/Weser i förbundslandet Niedersachsen i Tyskland. De tidigare kommunerna Harrienstedt, Huddestorf, Jenhorst och Kleinenheerse uppgick i Raddestorf 1 mars 1974.
Kommunen ingår i kommunalförbundet Samtgemeinde Uchte tillsammans med ytterligare tre kommuner.